# Rundkopfdelfin
Der Rundkopfdelfin (Grampus griseus), auch bekannt als Risso-Delfin, ist eine Art der Delfine (Delphinidae), die nach der für die Familie ungewöhnlichen Kopfform benannt ist. Man glaubt heute, dass der Rundkopfdelfin innerhalb der Delfine der Verwandtschaft der Grindwale (Globicephala) zuzuordnen ist.

## Merkmale
Ein Rundkopfdelfin kann fast vier Meter lang und maximal 650 Kilogramm schwer werden. Das augenfälligste Merkmal dieser Art ist das außergewöhnliche Kopfprofil: Der Rundkopfdelfin besitzt eine voluminöse, nahezu vertikal abfallende Stirn mit markanter Melone, zudem hat der Wal eine breite, dafür sehr kurze Schnauze. Weiterhin kennzeichnend ist die sichelförmige, große Rückenflosse (Finne), die der eines jungen Schwertwals ähnelt. Auch die Brustflossen (Flipper) sind sehr lang und schmal, dabei nur sehr leicht gebogen. Die Schwanzflosse (Fluke) ist breit mit einer tiefen Einkerbung in der Mitte.
Der Rundkopfdelfin hat nur zwei bis sieben Zähne im Unterkiefer und im Oberkiefer befinden sich nur Rudimente verkümmerter Zähne. Manchmal können auch die vordersten ein oder zwei Paar Zähne ausgebildet sein.

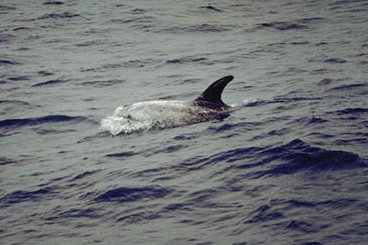
Rundkopfdelfin

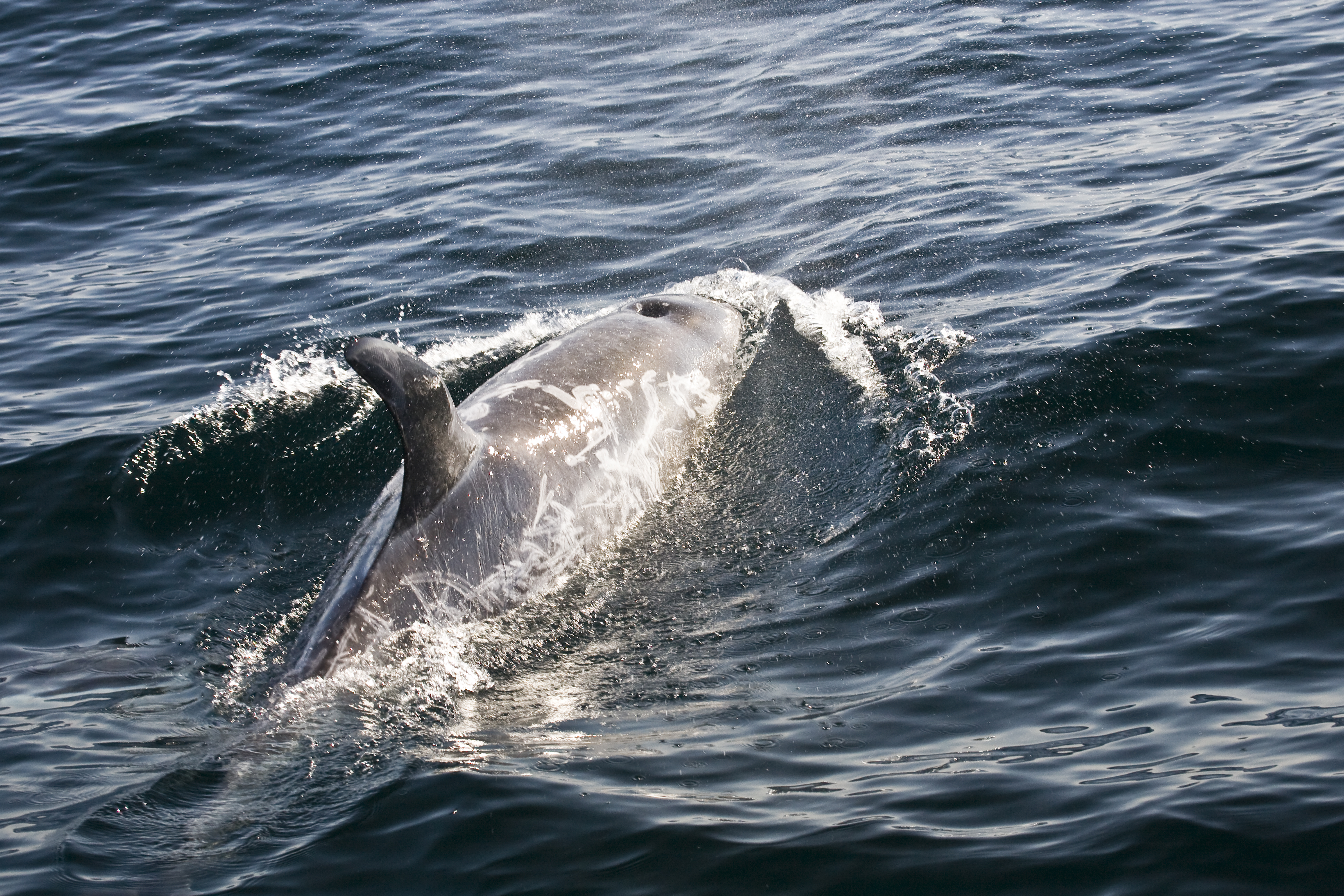
Rundkopfdelfin an der kalifornischen Küste

In der Färbung ist der Rundkopfdelfin sehr variabel. Kälber sind noch silbergrau, werden dann dunkler und sind als ältere Jungtiere fast schwarz mit einigen weißen Flecken auf der Bauchseite. Danach verblassen die Farben wieder zu einem Schiefergrau. Die Farben bleiben an manchen Körperpartien länger kräftig als an anderen. Die sich ergebende Musterung ist individuell verschieden. Hinzu kommen bei älteren Tieren zahlreiche Narben, die sowohl von innerartlichen Kämpfen als auch von Kämpfen mit anderen Tieren, wie zum Beispiel Kopffüßern oder Haien, herrühren und bei den Männchen häufiger sind als bei den Weibchen.

## Verbreitung
In allen Ozeanen ist der Rundkopfdelfin in gemäßigten wie in tropischen Breiten zu finden. Er lebt auch im Mittelmeer und im Roten Meer. Seine verhältnismäßig geringe Bekanntheit hängt damit zusammen, dass er sich selten der Küste nähert und sich von Schiffen fernhält. Die nördliche Verbreitungsgrenze liegt im Atlantik in der Höhe von Schweden und Neufundland, im Pazifik vor Alaska sowie den Kurilen. Die Südgrenze liegt bei Südafrika, Feuerland, Neuseeland und der Südküste Australiens.

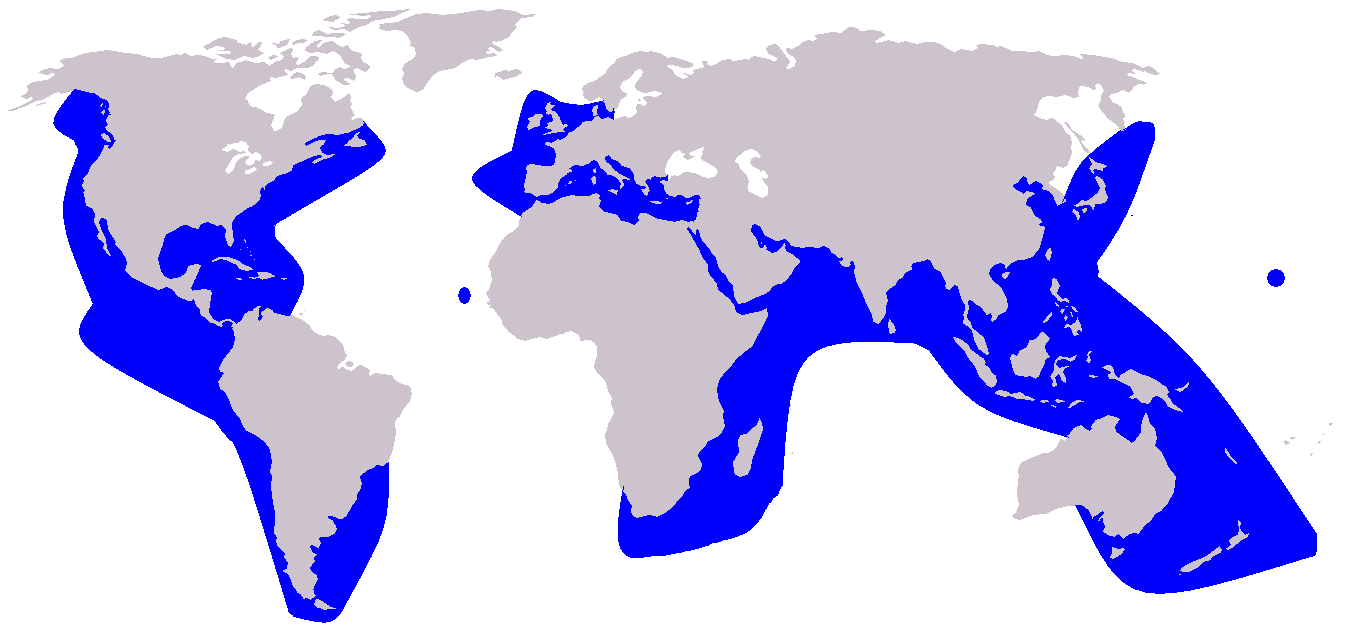
Verbreitung des Rundkopfdelfins

Im europäischen Atlantik sowie im Mittelmeer, vor allem im Ligurischen Meer, kommen die Rundkopfdelfine regelmäßig vor. In der Nordsee sind sie sehr selten anzutreffen, sie fehlen im Schwarzen Meer. Einer der Hauptsammelpunkte der Wale liegt vor der Atlantikküste der Iberischen Halbinsel, wo man sie ganzjährig in hoher Zahl findet. Nördlich von Großbritannien sind sie nur saisonal, vor allem im Spätsommer, anzutreffen. Die Zugrouten der Tiere sind für Europa allerdings nicht bekannt. Vor der kalifornischen Küste gibt es offenbar nahrungsbedingte Wanderungen.

## Lebensweise
Wie andere Delfine auch bildet der Rundkopfdelfin Gruppen (Schulen), die im Schnitt 14 bis 30 Individuen umfassen, aber auch bis zu 200 Tiere enthalten können. Dabei wurden auch gemischte Gruppen mit eigentlichen Grindwalen (Globicephala melaena) beobachtet. Die Tiere ziehen wahrscheinlich tiefere Gewässer vor, obwohl gelegentlich auch ganze Schulen in seichten Buchten beobachtet werden konnten. Zur Kommunikation nutzen sie verschiedene Töne, vor allem Pfiffe.
Als Nahrung dienen den Delfinen vor allem Kopffüßer (Cephalopoda), nur selten werden Fische von ihnen gefangen. Die Modifikationen des Schädels sowie die Reduktion der Zähne sind eine Anpassung an diese Ernährungsform, die man als „Teutophagie“ bezeichnet. Die genaue Zusammensetzung der Nahrung schwankt je nach Verbreitungsgebiet der jeweiligen Population, das Spektrum umfasst jedoch offensichtlich fast alle Kopffüßergruppen. Gejagt wird meist nicht auf Sicht, sondern durch Echoortung.

## Fortpflanzung und Entwicklung
In welchem Alter Rundkopfdelfine geschlechtsreif werden, ist bislang noch nicht geklärt. Einen Hinweis gibt allerdings die Durchschnittslänge der Tiere zu diesem Zeitpunkt, die ein Alter von etwas weniger als 13 Jahren vermuten lässt. Sowohl im Pazifik als auch im Süd- und Nordatlantik fällt die Geburtszeit in den Sommer. Die Tragzeit beträgt wahrscheinlich 13 bis 14 Monate, sodass die Paarungszeit im Frühsommer ist.
Die Geburtslänge der Wale beträgt etwa 150 Zentimeter, nach anderen Quellen liegt sie bei 120 Zentimetern. Über die Entwicklung der Tiere sowie ihr maximales Lebensalter ist nichts bekannt.

## Systematik
Der Rundkopfdelfin wurde 1812 von Georges Cuvier als Delphinus griseus erstmals wissenschaftlich beschrieben. Das Skelett seines Holotyps liegt heute im Naturhistorischen Museum in Paris. Seit 1837 wurde diese Art in eine neue Gattung Grampus gestellt, in der sie bis heute der einzige Vertreter ist. Ein Synonym der Art ist Grampus richardsonii, welches 1850 für die Jungtiere der Art aufkam.
Man glaubt heute, dass der Rundkopfdelfin innerhalb der Delfine der Verwandtschaft der Grindwale (Globicephalinae) zuzuordnen ist. Diese Annahme stützt sich auf Merkmale des Skeletts und auf genetische Daten. DNA-Vergleiche zeigen, dass der Rundkopfdelfin die Schwestergruppe einer vom Kleinen Schwertwal (Pseudorca crassidens), Zwerggrindwal (Feresa attenuata), Breitschnabeldelfin (Peponocephala electra) und den Grindwalen (Globicephala) gebildeten Klade ist.

## Bedrohung und Schutz
Wie viele andere Kleinwale wird auch der Rundkopfdelfin regelmäßig Opfer der Fischerei, indem er als Beifang in den Netzen landet und dort meist qualvoll erstickt. In Asien (Japan, Philippinen) wird er teilweise mit Netzen oder Harpunen gefangen und landet auf den dortigen Märkten, seine wirtschaftliche Bedeutung ist im Vergleich zu anderen Arten jedoch sehr gering. Über den Einfluss der Umweltverschmutzung auf diese Tiere ist bislang nichts bekannt.
Der Rundkopfdelfin steht in allen europäischen Staaten unter Naturschutz und ist im Anhang II des Washingtoner Artenschutzabkommens gelistet. Einfuhr, Transport und Haltung sind außerdem nach der Gesetzgebung der Europäischen Union verboten. Aktuelle Bestandsschätzungen gibt es nicht.

## Belege
1. 1 2  
Michael R McGowen, Georgia Tsagkogeorga, Sandra Álvarez-Carretero, Mario dos Reis, Monika Struebig, Robert Deaville, Paul D Jepson, Simon Jarman, Andrea Polanowski, Phillip A Morin u. Stephen J Rossiter:  Phylogenomic Resolution of the Cetacean Tree of Life Using Target Sequence Capture. Systematic Biology, Volume 69, Issue 3, Mai 2020, S. 479–501, doi: 10.1093/sysbio/syz068